# 적중중학교
적중중학교는 경상남도 합천군 적중면 황정1길 37에 있었던 사립 중학교이다.

## 연혁
- 1969년 12월 2일 학교법인 무련학숙 설립인가
- 1969년 12월 24일 적중중학교 설립인가
- 1970년 3월 18일 신입생 2학급으로 개교
- 1998년 3월 1일 폐교, 초계중학교에 통폐합(합천교육지원청에서 자료관리중)

## 폐교 이후
폐교 이후, 적중중학교 자리는 원경고등학교가 개교하여 사용하고 있다.